# 曼努埃尔·德·法雅
曼努埃尔·德·法雅-马特乌（西班牙語：Manuel de Falla y Matheu，1876年11月23日—1946年11月14日），又译法里雅、法拉、法利亚，是一位西班牙古典音乐作曲家。

## 生平
法雅生于西班牙西南部的滨海城市加的斯，他的母亲是他的音乐启蒙老师。法雅9岁就接触钢琴，1890年左右开始在马德里学习钢琴及作曲。
法雅对西班牙的民族音乐很感兴趣，尤其是他故乡安达卢西亚的佛朗明哥，这可以从他的作品中看出来。另外，从1907年到1914年，法利亚住在巴黎，与德彪西、拉威尔等印象乐派作曲家的交往也使他的音乐有印象派特点。
1939年，西班牙内战结束，佛朗哥上台。法雅1940年起定居阿根廷，并在那里去世。1947年他的遗骸被运回西班牙，安葬在加的斯的大教堂里。

## 作品
其作品多以爱情故事或西班牙城乡风俗情景为题材，音乐基于西班牙音乐传统，及安达卢西亚民间音乐，具有鲜明的民族风格，也有不少作品因受到德彪西等人的影响而显现出印象派的特征。
- 芭蕾舞剧《魔幻之爱》（1915，含《火祭舞（英语：Ritual Fire Dance）》）
- 芭蕾舞剧《三角帽（英语：The Three-Cornered Hat）》（1919）
- 为钢琴与乐队而作的夜曲《西班牙庭院之夜（英语：Nights in the Gardens of Spain）》（1909）

## 外部連結
- Musopen项目上的曼努埃尔·德·法雅
- 曼努埃尔·德·法雅的免费乐谱，由国际乐谱典藏计划提供
- 公有領域聲樂檔案館上曼努埃尔·德·法雅的作品
- YouTube上的《火祭舞》（大提琴：韦伯）